# مورلي كوهن
مورلي كوهن هو شخصية أعمال كندي، ولد في 1917 في وينيبيغ في كندا، وتوفي في 24 سبتمبر 2001 في مونتريال في كندا.